# Das goldene Buch (Fatwa)
Das Goldene Buch enthält im Wesentlichen die „Fatwa von Kairo“ aus dem Jahre 2006, in der erklärt wird, dass die Beschneidung weiblicher Genitalien gegen die Grundsätze des Korans und damit auch gegen die Grundsätze des Islams verstößt. Es soll über die Folgen der Beschneidung weiblicher Genitalien aufklären. Das Buch wird von der Menschenrechtsorganisation TARGET herausgegeben. TARGET wurde von Rüdiger Nehberg und seiner Frau Annette Nehberg-Weber gegründet.  

## Internationale Konferenz von Islam-Gelehrten in Kairo
Target initiierte am 22. und 23. November 2006 die internationale Konferenz von Islam-Gelehrten zum „Verbot der Verstümmelung des weiblichen Körpers durch Beschneidung“ in der al-Azhar-Universität in Kairo. Schirmherr war der Großmufti von Ägypten Ali Gomaa. 
Während der Konferenz wurde die Beschneidung der weiblichen Genitalien in Form einer Fatwa als nach islamischem Recht verboten deklariert. Dieses Verbot wurde als „Fatwa von Kairo“ bekannt.

## Buch
Um das Ergebnis der Konferenz publik zu machen, hat 2008 der Target e. V. das goldene Buch herausgegeben. Dieses soll Vorbetern und Religionsführern informieren und sie dazu animieren, die Beschneidung der weiblichen Genitalien nicht gut zu heißen. Es ist faktisch ein Rechtsgutachten (Fatwa) gegen die Verstümmelung.
Das Goldene Buch ist schmuckvoll gestaltet. Das Design ist angelehnt an die typische Gestaltung des Korans. Das Vorwort des Buches hat der Großmufti von Ägypten, Ali Gomaa geschrieben. Das Buch enthält Erklärungen und Erläuterungen, warum die Beschneidung weiblicher Genitalien gegen die Grundsätze des Korans und damit auch gegen die Grundsätze des Islams verstößt.
Das goldene Buch wurde in Arabisch, Englisch, Französisch und in Deutsch sowie in zahlreichen Stammessprachen gedruckt. Am Ende des Buches ist eine Abbildung, die den Buchinhalt auch Analphabeten erklärt.
Das goldene Buch wird von Target kostenlos an Moscheen in 35 Ländern, in denen Genitalverstümmelung praktiziert wird, verteilt. Es ist eine Gesamtauflage von vier Millionen vorgesehen. Im August 2009 waren bereits 100.000 Bücher gedruckt.

## Medienecho und Auszeichnungen
Im Jahr 2009 erhielt das Buch den red dot design award in der Kategorie communication design.
Die Sendereihe Galileo Spezial des Senders ProSieben produzierte 2009 einen Beitrag über die Arbeit von Target und das goldene Buch. Der Beitrag wurde im März 2010 ausgezeichnet mit dem Grimme-Preis im Bereich „Information und Kultur“.
Rüdiger Nehberg erhielt am 21. Januar 2008 das Bundesverdienstkreuz 1. Klasse und Annette Nehberg-Weber erhielt das Verdienstkreuz am Bande jeweils „für herausragendes Engagement im weltweiten Kampf gegen die Weibliche Genitalverstümmelung“. In der Verleihungsrede des Ministerpräsidenten Peter Harry Carstensen wurden beide insbesondere für die Organisation der internationalen Konferenz im November 2006 in Kairo und das Ergebnis dieser Konferenz gelobt. Das goldene Buch mache in der Fortführung dieser Arbeit die Ergebnisse der Konferenz bekannt.